# Scheldeprijs 1986
De 74e editie van de wielerwedstrijd Scheldeprijs werd gereden op 25 augustus 1986 over een afstand van 235 kilometer. De zege ging naar Jean-Paul van Poppel.

## Uitslag
| Scheldeprijs 1986 |                      |                                               |            |
| Plaats            | Naam                 | Ploeg                                         | Tijd       |
| Winnaar           | Jean-Paul van Poppel | Skala-Skil                                    | 6u 00' 00" |
| 2                 | Wim Arras            | PDM-Gin MG-Ultima                             | z.t.       |
| 3                 | Eric Vanderaerden    | Panasonic-Merckx-Agu                          | z.t.       |
| 4                 | Johan Capiot         | Roland-Van De Ven                             | z.t.       |
| 5                 | Ad Wijnands          | Kwantum-Decosol                               | z.t.       |
| 6                 | Mario Mariotti       | Sigma                                         | z.t.       |
| 7                 | Dirk Demol           | Fangio-Lois-Mavic                             | z.t.       |
| 8                 | Luc De Decker        | Safir-Van de Ven                              | z.t.       |
| 9                 | Werner Devos         | Roland-Van De Ven                             | z.t.       |
| 10                | Luc Govaerts         | Robland-La Claire-Fontaine-Biomas-Salvi-Galli | z.t.       |